# 1340 Yvette
1340 Yvette eller 1934 YA är en asteroid i huvudbältet som upptäcktes den 27 december 1934 av den franske astronomen Louis Boyer vid Algerobservatoriet. Den har fått sitt namn efter en släkting till upptäckaren.
Asteroiden har en diameter på ungefär 29 kilometer och den tillhör asteroidgruppen Themis.